# David Navarro Martos
David Navarro Martos (Jaén, 2 de julio de 1976) es un actor, presentador de televisión, humorista, monologuista y escritor español. 

## Biografía
Es licenciado en Derecho por la Universidad de Jaén, tras lo cual obtuvo plaza de funcionario tras unas oposiciones. En el año 2003 grabó su primer monólogo en el canal de televisión Paramount Comedy, donde fue  coordinador de cómicos durante seis años, renunciando para ello a su plaza de funcionario. Además, fue columnista en Diario Jaén. Trabajó en los programas Noche sin tregua y Solo ante el peligro, donde creó varios personajes como «El Enrea», «El hijo de Utah» o «Manolo Navarro». Fue presentador del concurso de televisión Smonka! y participó en Muchachada Nui, La familia Mata y Aída. En 2015 estrenó en el Teatro Calderón de Madrid el espectáculo Cowboy Espacial.